# Núkszak indiánok
A núkszak indiánok (IPA-átírása: nʊksæk, núkszak nyelven Noxwsʼáʔaq) az USA Washington államának Whatcom megyéjében élő népcsoport. A képviseleti feladatokat ellátó, nyolc tagú törzsi tanács székhelye Demingben van.
A Whatcom megyében található Nooksack rezervátum lélekszáma a 2010. évi népszámlálási adatok szerint 884 fő.

## Történet
Az önálló indián közigazgatást szorgalmazó, 1934-es Wheeler–Howard Act (más néven Indian Reorganization Act) a núkszakok számára nem biztosított rezervátumot, azonban 1971-ben a szövetségi kormány négyezer négyzetkilométert jelölt ki számukra. A núkszak törzs az 1930-as években fogalmazta meg alapszabályát.

### Tagok kizárása
Egy 2013-as tanácsi döntés alapján Annie George 306 leszármazottjának kizárásáról döntöttek. A döntés alapjául az 1942-es népszámlálás szolgált; a jegyzékben George neve nem szerepelt. A 306 személy (a törzs 15%-a) Annie George három, filippínó munkásokhoz férjhez ment lányának leszármazottai.
A személyek az 1980-as években lettek a törzs tagjai. A népcsoportban a Rabang, Rapada és Narte-Gladstone családok jelentős politikai befolyásra tettek szert; ezt a többi tag nem nézte jó szemmel azért sem, mert a családokban többeket is elítéltek kábítószerrel való kereskedésért.
A döntés érintetteit 2013 februárjában értesítették, hogy tagságuk 30 napon belül megszűnik; a határozatot ellenzők Seattle-ben utcára vonultak. A családokat az indián ügyekért felelős irodával (BIA) is kapcsolatban álló Gabriel Galanda ügyvéd képviselte. Az ügy 2014 márciusában a törzsi bíróság elé került, amely a KUOW riportere szerint általában a tanáccsal összhangban dönt. A kiutasítás Washington állam legnagyobb ilyen esete.
A kizárandók szerint felmenőjük Matsqui George, a mai Brit Columbia területén fekvő egykori falu vezetőjének lánya. Egyesek szerint a döntéssel Bob Kelly elnök a 2014-es, szorosnak ígérkező tanácsi választások előtt el akarta távolítani ellenlábasait a hatalom közeléből. Kelly minden olyan alkalmazottat kirúgott, aki a 306 fős csoport tagja vagy támogatója volt, továbbá az őket képviselő ügyvédet eltanácsolta, és az ügy lezárásáig nem volt hajlandó új választásokat kiírni. Susan Alexander bíró szerint az ügyvédet nem tilthatták volna el a képviselettől. Erre válaszul Alexandert eltávolították pozíciójából, és új testület alakult Kelly vezetésével; az átalakítást a szövetségi kormány érvénytelennek nyilvánította.
Az elsőfokú ítéletet követően négy szabad tanácsi pozíciót hirdettek, azonban ezekre a per lezártáig nem írtak ki választásokat. George Adams felügyelő szerint a tanács visszaélt jogkörével; egy hagyomány szerint ilyenkor a törzs tagjai egységesen fellépve felülírhatják a vezetők döntéseit.
A törzs népe az összeférhetetlenség elkerülése érdekében 2016. július 14-én egy rezervátumon kívüli helyszínen találkozott. A 200 fő részvételével zajló voksoláson négy ideiglenes tanácstagot választottak, továbbá érvénytelenítették Carmen Tageant visszahívását, aki így újra hivatalba léphetett. Az alelnök a tanácsot az 1970-es években szolgáló Bob Doucette, a kincstárnok Bernadine Roberts, a két további tag pedig Jeremiah Johnny és Ron Roberts lett. A választás eredményét Bob Kelly nem ismerte el; véleményét Nadene Rapada és Bob Solomon képviselő is támogatta.
A törzs 2017-ben elvesztette szövetségileg elismert státuszát, de a 2018 márciusi választásokat követően visszaszerezte azt. Az új voksolást követően a résztvevőket csalással vádolták, és más problémák is felszínre kerültek.

## Beszélt nyelv
A szalis nyelvcsaládba tartozó núkszak (Lhéchalosem) nyelvet egykor a Brit Columbia-i halkomelem nyelvjárásának tekintették. George Adams az egyetlen élő személy, aki a nyelvet folyékonyan beszéli.
A huszadik század második felében a nyelvet kihaltnak vélték. A Brent Galloway nyelvész által összeállított, 2009-ben kiadott Dictionary of Upriver Halkomelem a hasonló halkomelem nyelvhez készült szótár.

## Fordítás
- Ez a szócikk részben vagy egészben  a   Nooksack people című angol Wikipédia-szócikk ezen változatának fordításán alapul.  Az eredeti cikk szerkesztőit annak laptörténete sorolja fel. Ez a jelzés csupán a megfogalmazás eredetét és a szerzői jogokat jelzi, nem szolgál a cikkben szereplő információk forrásmegjelöléseként.